# Salam Sporting Club Zgharta
El Salam Zgharta es un equipo de fútbol del Líbano que juega en la Primera División de Líbano la liga de fútbol más importante del país.
Fue fundado en el año 1971, su vestimenta tradicional es el color negro y rojo.

## Trofeos
- En 1985, el club ganó el escudo del campeonato de clubes árabes después de ganar la tanda de penaltis contra el equipo Olympique Egipto por 5-3.
- En 1987, el club ganó la copa Líbano Team en Homentmen por 1-0.
- En 1990, el club ganó la Copa en la memoria del equipo De 13 de junio de la Estrella por 1-0.
- En 1991, el club ganó el campeonato de la Copa de la memoria del presidente René Moawad en Homentmen por 2-1.
- En 2007, el club ganó la segunda categoría del Campeonato de la Copa Homentmen por 6-2.
- En 2014, el club ganó la Copa libanés por 1-0 contra el Trípoli SC.